# محمد مدبر
محمد مدبر (درگذشتهٔ زمستان ۱۳۴۶) نقاش ایرانی و یکی از دو بنیان‌گذار نقاشی قهوه‌خانه‌ای پس از حسین قوللرآغاسی بود. پرده‌های وی از حماسه‌های ملی و مذهبی در نقاشی بهره می‌برد.

## آثار
از مدبر تابلوهای فراوانی بازمانده‌است. از جمله آثار خوب او می‌توان به «مصیبت کربلا»، «گودال قتلگاه»، «دارالانتقام مختار»، «عزیمت حضرت مسلم به کوفه» و «کشته شدن سیاوش» اشاره کرد.